# The Legend of Xanadu
The Legend of Xanadu är en poplåt, utgiven som singel 1968 av den brittiska musikgruppen Dave Dee, Dozy, Beaky, Mick and Tich. Som de flesta av gruppens hitlåtar skrevs den av Alan Blaikley och Ken Howard. Gruppen var känd för att hela tiden byta stil inför varje singel, och ofta blanda in element av världsmusik. För denna låt blev det ett mexikanskt tema med en trumpetsektion, och en återkommande ljudeffekt av en piska. Låten var en stor hit i Europa under våren 1968, och blev gruppens enda singeletta i Storbritannien. I USA däremot gjorde den liksom alla andra av gruppens låtar utom "Zabadak!" inget väsen av sig, men blev däremot en hit i Kanada.
Låten medtogs på gruppens tredje studioalbum If No-One Sang.

## Listplaceringar
| Lista (1968)   | Position         |
| -------------- | ---------------- |
| Australien     | 6 (Go Set)       |
| Danmark        | 4 (DR "Top 20")  |
| Finland        | 19               |
| Flandern       | 15               |
| Irland         | 1                |
| Kanada         | 10               |
| Nederländerna  | 5                |
| Norge          | 3                |
| Nya Zeeland    | 1 (NZ Listner)   |
| Storbritannien | 1                |
| Sverige        | 4 (Kvällstoppen) |
| Sverige        | 1 (Tio i topp)   |
| Vallonien      | 10               |
| Västtyskland   | 5                |
| Österrike      | 5                |